# Stefania Laudyn-Chrzanowska
Stefania Maria Laudyn-Chrzanowska z Borowskich (ur. 1862 , zm. 18 lutego 1942 w Zakopanem) – polska pisarka, publicystka, działaczka emigracyjna, członkini Narodowej Organizacji Kobiet w Zakopanem.  

## Życiorys
Studiowała na Uniwersytecie w Moskwie. Działała tam społecznie przy rzymskokatolickim Kościele św. Piotra i Pawła. Założyła Związek Kobiet Polskich. W latach 1904-1910 publikowała w czasopiśmie „Ruś”. Należała też do Lwowskiego Związku Równouprawnienia Kobiet. Była członkinią Towarzystwa Dziennikarzy i Literatów oraz Macierzy Szkolnej.
W 1908 po śmierci swego męża wyjechała do Stanów Zjednoczonych, gdzie w 1910 objęła redakcję „Głosu Polek”, czasopisma wydawanego przy Związku Polek w Ameryce. Publikowała tam liczne artykuły dotyczące sytuacji społeczno-politycznej na ziemiach polskich. Poruszała tematy związane z opieką nad zaniedbanymi dziećmi i kobietami, które zostały porzucone podczas działań wojennych. W trakcie pobytu za oceanem przyjaźniła się ze Stefanią Chmielińską. Na emigracji przebywała do 1922.
Po powrocie do Polski zamieszkała w Zakopanem, gdzie publikowała w czasopismach: „Głos Zakopiański”, „Zakopane” i „Zakopiańska Lista Gości i Chwila Bieżąca”. Wraz z drugim mężem prowadziła zakopiański hotel „Bristol”. W latach 1924-1927 przebywała ponownie w Stanach Zjednoczonych, gdzie objęła redakcję nowojorskiego „Kuriera Narodowego”. W Zakopanem zainicjowała powstanie Ligi Słowiańskich Kobiet, która później przekształciła się w Zjednoczenie Kobiet Słowiańskich. W 1929 w Pradze, na kongresie organizacji, skupiającej reprezentantki Polski, Jugosławii, Bułgarii i Czechosłowacji, wybrano ją na wiceprezeskę. W okresie międzywojennym była zakopiańską działaczką Narodowej Organizacji Kobiet.
Zmarła 18 lutego 1942 w Zakopanem. Została pochowana na Nowym Cmentarzu w Zakopanem (kwatera N9-1-21).

## Życie prywatne
Była córką Franciszka Borowskiego, nauczyciela, i Marii z Łaskich. 9 września 1884 w Katedrze Wniebowzięcia Najświętszej Marii Panny i Świętego Stanisława w Mohylewie wyszła za mąż za Kazimierza Edmunda Laudyna (1842-1908), uczestnika powstania styczniowego i sybiraka. Powtórnie wyszła za mąż za Adama Chrzanowskiego.

## Książki[13]
- Zmarnowane życie: dramat w 5-ciu aktach (1895)
- Bez słońca: dramat w 5 aktach (1903)
- Kwestja polska i inne: listy polityczne „Polki” drukowane w gazecie „Ruś” od 1(14) października 1904 r. po 10(24) listopada 1907 r. (1908)
- Obrazek z powstania styczniowego: (w jednej odsłonie) (1914)
- Sprawa światowa: Żydzi, Polska, ludzkość (1917)
- Sprawa światowa: Żydzi, Polska, ludzkość. T. 2 (1919)
- „Majowy cud”: obrazek na rocznicę 3 Maja w 2 odsłonach (1920)
- Ameryka i Polska wobec sprawy żydowskiej (1925)
- Wyzwólmy siebie i świat (1929)
- Prawo powszechności: dług jednostki (1933)
- Września: dramat w trzech aktach (b.d.)